# Alavus
Alavus [ˈɑlɑvus] (schwedisch Alavo) ist eine Stadt im Westen Finnlands.
Sie umfasst die neben dem Hauptort Alavus die Orte Asema, Jokivarsi, Kaukola, Kontiainen, Kätkänjoki, Lapinkylä, Pollari, Rantatöysä, Sapsalampi, Seinäjärvi, Sulkava, Sydänmaa, Taipale, Vetämäjärvi, Timanttimaa, Kuivaskylä, Salonkylä und Kattelus. Die gesamte Bevölkerung ist finnischsprachig. Alavus wurde 1865 eine eigenständige Gemeinde; 1977 erhielt sie das Stadtrecht.
In der Vergangenheit war Alavus das Zentrum der finnischen Teerbrennerei. Heute ist die Stadt von der Land- und Forstwirtschaft und der Bauindustrie angesiedelt; in mittelständischen Betrieben werden vor allem Bauteile aus Holz und Glas, so etwa Türen, gefertigt.
Auf der Gemarkung von Alavus befinden sich rund 60 Seen mit einer Gesamtfläche von 52 Quadratkilometern und einer Uferlänge von 324 Kilometer.

## Söhne und Töchter der Stadt
- Arvid Rydman (1884–1953), Turner
- Pekka Tuokkola (* 1983), finnischer Eishockeytorwart